# Enoch Powell
Enoch Powell, MBE (16. června 1912 Birmingham – 8. února 1998 Londýn) byl britský konzervativní politik, v letech 1950 až 1974 člen britské Konzervativní strany a v letech 1974 až 1987 Ulsterské unionistické strany, známý svou kritikou imigrace a členství Velké Británie v Evropské unii.

## Mládí
Enoch Powell se narodil a vyrostl v Birminghamu jako syn v učitelské rodině. Již v mládí vynikal svou vysokou inteligencí a stal se vynikajícím studentem latiny a staré řečtiny. Své vysokoškolské vzdělání získal na University of Cambridge, kde byl silně ovlivněn Alfredem Edwardem Housmanem. Ve věku 25 byl jmenován profesorem řečtiny na Sydney University. Mezi jeho žáky patřil i budoucí ministerský předseda Austrálie Gough Whitlam. Během svého pobytu v Austrálii s velkým znepokojením sledoval britskou politiku appeasementu a také s ní veřejně vyjadřoval svůj nesouhlas. Po vypuknutí druhé světové války se vrátil Powell do Velké Británie. Již v této době předpovídal velký význam, který bude mít v druhé světové válce Sovětský svaz.

## Druhá světová válka
Během druhé světové války sloužil Powell v Královském Warwickshirské regimentu. Jelikož by jej většina rekrutovacích středisek nevzala, byl v armádě oficiálně zapsán jako Australan. Během svého působení v severní Africe začal považovat za pro Británii nebezpečné nejen Německo a Japonsko, ale i americkou politiku, které podle něj směřovala k rozkladu britského impéria. Na konci války byl Powell nejmladším brigádním generálem v britské armádě.

## Členství v Konzervativní straně
V roce 1949 se někdejší ateista Powell stal členem anglikánské církve a v roce 1950 vstoupil do Konzervativní strany, za níž byl ve volbách v témže roce ve volebním obvodu Wolverhampton jihozápad zvolen poslancem Dolní sněmovny. Jako člen parlamentního výboru, který měl na starosti Suezský kanál, nesouhlasil se stažením britských vojsk od něj, protože to považoval za projev slabosti, který dá záminku k úvahám, že Británie není již schopna tuto část světa kontrolovat. V roce 1954 se však britská vojska stáhla a již v roce 1956 byl kanál znárodněn Egyptem. Powell se stavěl kriticky k pokusům o jeho znovudobytí, protože byl přesvědčen, že Británie již nemá prostředky být světovou velmocí.
Poté pracoval jako finanční sekretář pokladnice, ale v roce 1958 spolu Peter Thorneycroft a Nigelem Birchem na protest proti zvyšujícím se výdajům z vlády odstoupil. Od 27. července 1960 do 20. října 1963 byl ministrem zdravotnictví. Vládu opustil společně s Iainem Macleodem, když byl jmenován ministerským předsedou Alec Douglas-Home. V roce 1965 kandidoval ve vnitrostranických volbách, ale skončil až třetí za Edwardem Heathem, který jej ve svém stínovém kabinetu obsadil na post ministra obrany.
Powell byl známý svými rétorickými dovednostmi a často přednášel různé veřejné projevy. V sobotu 20. dubna 1968 měl v Birminghamu svůj nejznámější kontroverzní proslov, ve kterém varoval publikum před pokračující imigrací ze zemí Commonwealthu do Británie. Jelikož ve svém projevu Powell použil v jednom přirovnání narážku na část Aeneis od Vergilia (Et Thybrim multo spumantem sanguine cerno…) dostalo se projevu ze strany novinářů pojmenování „řeky krve“, které se pro tento projev později zažilo.
Projev samotný nebyl o imigraci, ale o tehdy labouristickou vládou navrhované antidiskriminační legislativě, která kriminalizovala rasové předsudky v určitých oblastech života. Powell označil tuto legislativu za urážející a nemorální. Řeč byla shodou okolností pronesena v den výročí Hitlerových narozenin, čehož se někteří jeho odpůrci chytli a využili to proti němu.
Ačkoliv si svým projevem získal velkou řadu příznivců, byl den po svém proslovu vyloučen ze stínové vlády. Okolo jeho projevu se vedla řada polemik, ve kterých vystupovali jak jeho zastánci, tak jeho odpůrci.
Powellova popularita přispěla k překvapivému vítězství Konzervativní strany ve volbách v roce 1970. Daily Express označil v roce 1972 Powella za nejpopulárnějšího britského politika na venkově. Powell učinil pokus stát se vůdcem strany, ale procento hlasů v jeho prospěch dosáhlo sotva dvoumístných cifer. V té době již vystupoval výrazně proti evropské integraci.

## Členství v Ulsterské unionistické straně
V roce 1974 opustil Powell Konzervativní stranu a ještě téhož roku byl zvolen do parlamentu za Ulsterskou unionistickou stranu, která působí v Severním Irsku. Na jednu stranu odmítal radikalismus Oranžského řádu, ale na druhou stranu požadoval, aby se Severním Irskem zacházeno jako s kteroukoliv jinou částí země a tím nebyla Irské republikánské armádě dávána naděje na změnu stavu. Kritizoval opět Spojené státy americké, které podezříval z toho, že podporují plány na spojení Severního Irska s Irskem. V mnoha názorech, zejména na ekonomickou politiku, se shodoval s Margaret Thatcherovou, měl s ní však i několik sporů.
Enoch Powell zemřel v roce 1998 ve věku 85 let na Parkinsonovu chorobu.

## Powellova osobnost
Ačkoliv Powell po svém odchodu z Konzervativní strany již nikdy nezastával vysokou státní funkci, měl vliv na britské veřejné mínění. Mnozí jeho odpůrci jej pejorativně zvali rasistou, ultrapravičákem či protofašistou. Tento obraz však narušuje jeho vcelku smířlivý postoj k homosexuálům, odmítání trestu smrti či hlasování pro volnější podmínky rozvodu. Pro své zastánce byl Powell člověkem, který dokázal pojmenovat věci pravým jménem a předpověděl problémy s imigranty neevropského původu, které v současnosti Velkou Británii tíží.
Powell byl karikován ve skečích skupiny Monty Python. Z umělců mu vyjádřili svého času podporu Manfred Mann či v roce 1976 na koncertě v Powellově rodném Birminghamu Eric Clapton.

## Dílo
- Enoch Powell (1969[1999]): Freedom and Reality, Eliot Rightwat Books, ISBN 0-7160-0541-7 (obsahuje text projevu Rivers of Blood)
- Enoch Powell (1977): Joseph Chamberlain, Londýn, ISBN 0-500-01185-0
- Enoch Powell (1977): Wrestling with the Angel, Londýn, ISBN 0-85969-127-6
- Enoch Powell (1989) (vydavatel Richard Ritchie): Enoch Powell on 1992, Londýn, ISBN 1-85470-008-1
- Enoch Powell (1991) (vydavatel Rex Collings): Reflections of a Statesman, Londýn, ISBN 0-947792-88-0